# Torch Song
Ein Torch Song ist eine sentimentale Form des Liebeslieds, in der typischerweise der Protagonist über die nicht erwiderte oder verlorene Liebe klagt.
Die Bezeichnung stammt von der englischen Redensart to carry a torch for someone (dt.: „jemanden heimlich, sehnlich verehren, nach jemandem schmachten“).

## Popmusik
Es waren vor allem Sängerinnen von populären Songs, die als Torch singers bezeichnet wurden und deren Repertoire vorwiegend aus entsprechendem Material bestand. Torch singing ist mehr eine Nische als ein Genre und erstreckt sich bis zum traditionellen Jazzgesang, obwohl die amerikanische Tradition der Torch Songs eher auf den melodischen Strukturen des Blues beruht.
Zu den bekannten Sängern von Torch Songs zählen Mildred Bailey, LaVern Baker, Shirley Bassey, Ruth Brown, Cher, June Christy, Rosemary Clooney, Chris Connor, Ella Fitzgerald, Billie Holiday, Shirley Horn, Lena Horne, Etta James, Eartha Kitt, Peggy Lee, Abbey Lincoln, Julie London, Big Maybelle, Carmen McRae, Helen Merrill, Anita O’Day, Otis Redding, Sade, Bessie Smith, Barbra Streisand, Dionne Warwick, Dinah Washington, Lee Wiley, Cassandra Wilson und Adele.

## Film und Theater
Es gibt mehrere Filme und Theaterproduktionen, die das Thema aufgriffen. Zu nennen sind die beiden gleichnamigen Filme Torch Song (deutscher Titel Herzen im Fieber, 1953) von Regisseur Charles Walters mit Joan Crawford, Michael Wilding und Gig Young und die TV-Produktion Torch Song (deutscher Titel Die Macht der Liebe, 1993) von Regisseur Michael Miller mit Raquel Welch, Jack Scalia und Alicia Silverstone.
Ein Film über einen schwulen Mann und seine Beziehungen ist der Film Torch Song Trilogy (deutscher Titel: Das Kuckucksei) des Regisseurs Paul Bogart aus dem Jahr 1988 mit den Darstellern Harvey Fierstein, Matthew Broderick, Anne Bancroft und Brian Kerwin. Der Film beruht auf Fiersteins Tony-prämiertem gleichnamigen Bühnenstück.